# Honda Racing Corporation
La Honda Racing Corporation o HRC es una división de Honda Motor Company formado en 1982. La compañía combina la participación en carreras de motos en todo el mundo con el desarrollo de máquinas de alto potencial para la competición. Sus actividades de carreras son una fuente importante para la creación de tecnologías de vanguardia que se utilizan después en el desarrollo de las motocicletas Honda. HRC también contribuye a la promoción del deporte de la motocicleta a través de una gama de actividades que incluyen la venta de motocicletas de carreras de la producción, el apoyo al equipo satélite y los programas de educación del conductor.
Su equipo de fábrica en el Campeonato del Mundo de Motociclismo es el Honda HRC Castrol.

## Historia
Inicialmente , los esfuerzos de Honda Racing se realizaron dentro de la compañía. A principios de la década de 1970, el Racing Service Center (RSC) se creó como una empresa independiente para supervisar las carreras. El 1 de septiembre de 1982, se convirtió en HRC y corrió carreras de Honda de carretera, resistencia, ensayos y programas de carreras de motocross .

## Investigación y desarrollo
El desarrollo de nuevos productos de Honda incluye la investigación para generar nuevas tecnologías, materiales, diseño y desarrollo para trasladar esos avances en productos comerciales. La investigación es la primera prioridad para HRC y Honda R&D MSD, ya que se dedica al desarrollo de máquinas para ganar carreras con el foco en la creación de tecnologías de próxima generación. Los nuevos avances derivados de estos esfuerzos de investigación se han incorporado rápidamente a los pilotos de fábrica. Al mismo tiempo, colabora con HRC Honda R&D para desarrollar maneras de aplicar los últimos avances en el desarrollo de motocicletas de producción de Honda.

## Soporte al usuario
HRC tiene servicios de compras en 23 localidades de Japón y siete sitios en el extranjero. Estas tiendas ofrecen un amplio soporte de usuario, que van desde el suministro de piezas del kit para la solución de problemas y la prestación de asesoramiento sobre la configuración del equipo. También proporcionan una interfaz valiosa desde la que medir las expectativas y aspiraciones de los usuarios y los aficionados al deporte de las motocicletas. La información recopilada a través de este conducto se utiliza para mejorar los servicios de apoyo y el desarrollo de los corredores de producción.

## Propiedad
HRC es una subsidiaria de propiedad total de la Honda Motor Company Inc.